# 龙船镇
龙船镇，原名堂市乡，是中华人民共和国湖南省株洲市渌口区下辖的一个乡镇级行政单位。

## 历史沿革
龙船镇之“龙船”得名于当地住民有在湘江里划龙船的习俗，故曾名龙船港。明清时期亦设立龙船港市，隶属于湘潭县十六都。集镇内亦建有龙船庙。中华人民共和国成立后，龙船港市曾一度易名为堂市，2015年，王十万乡与堂市乡建制合并，经地名学者彭雪开建议，新建立的建制镇取名为“龙船镇”。

## 行政区划
龙船镇下辖以下地区：
堂市村、板塘村、金华村、楼下村、矶头村、大垄村、龙泉村、蜈蚣村、排塘村、土城村、大庙前村、黄竹村、湖塘村、城背村、迎春村、太水田村和新和村。